# Alima Togola
Pour les articles homonymes, voir Togola.
Alima Dioba Togola, née le 9 mai 1994 à Kati, est une artiste comédienne, influenceuse, humoriste du web et actrice malienne. 

## Biographie

### Éducation
Alima Togola intègre l'Institut national des arts de Bamako, puis le Conservatoire des Arts et Métiers Multimédia Balla Fasséké Kouyaté, d'où elle sortira avec une licence en 2017.

### Carrière

#### Théâtre
En 2013, Alima Togola, encore élève à l'Institut National des Arts de Bamako, interprète le rôle de Juliette dans la tragédie Roméo et Juliette de Shakespeare, revisitée et mise en scène par  Amandine Sagnès, installée au Mali en 2011. 
En 2016, elle est en scène dans la pièce Les Marguerites ne poussent pas au désert, de Birama Konaré, adaptée par Michel Beretti. Dans la même année, Alima Togola joue dans 4928 ou le Voyage en Suisse de Rosette W.. La pièce se joue en Suisse et raconte l'histoire tragique de Rosette Wolczak, une adolescente juive de 15 ans réfugiée en Suisse puis refoulée ; elle est capturée et déportée à Auschwitz où elle est gazée dès son arrivée.

#### Humour
Alima Togola se fait connaître grâce aux les réseaux sociaux avec ses sketches en bambara sur la condition féminine au Sahel.
En 2018, elle est en scène avec Djon bê sini don, une pièce écrite et mise en scène par Michel Beretti. Le spectacle est un « seule en scène » entre humour et monologue, présenté le vendredi 20 avril 2018 à l’espace culturel Blonba de Bamako,. Le spectacle est présenté aux Zébrures d'automne (Francophonies en Limousin) à Limoges, et dans plusieurs pays africains comme le Togo, le Burkina Faso, le Congo, le Sénégal, le Cameroun et le Tchad, entre mars 2020 et février 2021. L'artiste réalise une tournée subventionnée par l'Institut français de Paris en 2020.
En décembre 2019, Alima Togola et la comédienne Oumou Diarra, présentent le spectacle Kounou ni Bi, au ciné Magic ex-Babemba. Le spectacle est également l'un des spectacles inauguraux de la reprise post-covid de l'espace culturel Blonba, le 29 aout 2020 .

#### Cinéma et télévision
Dès 2013, la jeune actrice apparait à l'écran dans le court-métrage Nandy, l’orpheline d'Aminata Doumbia, connue sous le nom de Batoma.
Elle joue en 2019 le rôle de Zeinab dans la série télévisée Bamako News diffusée sur l'ORTM et Africable.